# Тануджа
Тануджа Самарт (англ. Tanuja Samarth, известная как Тануджа; род. 23 сентября 1943 года, Бомбей) — индийская актриса, снимавшаяся в основном в фильмах на хинди. Обладательница Filmfare Award за лучшую женскую роль. Представительница кинодинастии Мукхерджи-Самарт, дочь известной актрисы Шобхны Самарт и режиссера Кумарсена Самарта. Сестра другой известной актрисы Нутан. Мать актрис Каджол и Таниши. Самыми известными партнерами по съемкам в 1960—1970-е годы были Санджив Кумар, Раджеш Кханна и Дхармендра.

## Биография
Тануджа родилась в Бомбее, в семье режиссера Кумарсена Самарта и актрисы Шобхны Самарт. У нее две сестры, включая известную актрису Нутан и один брат. Её бабушка Раттан Бай, тетя Налини Джайвант также были актрисами. Родители Тануджи мирно расстались, когда она была ребенком, вскоре после этого её мама Шобхна сошлась с актером Мотилалом. Шобхна выступила продюсером дебютного фильма Тануджи и Нутан. Также как и её старшая сестра, Тануджа проучилась год в Швейцарии.
В 1973 году Тануджа вышла замуж за режиссера Шому Мукхерджи. У пары родились две дочери, актрисы Каджол и Таниша. Каджол замужем за актёром Аджаем Девганом. Брак Тануджи и Шому распался через 10 лет, хотя так они и не развелись. В возрасте 64 лет, 10 апреля 2008 года Шому скончался от сердечного приступа. Тануджа является тетей актеров Мохниша Бахла и Рани Мукхерджи.
Тануджа является заядлой курильщицей.

## Карьера
Кинодебют Тануджи состоялся в 1950 году, в возрасте 7 лет, совместно с её сестрой Нутан в фильме «Наша дочь». Повзрослев, в 1960 году она снялась в фильме «Chhalia», где её сестра Нутан сыграла главную роль.
В 1965 году снялась в фильме «Луна и Солнце», где впервые появилась на экране в купальнике с открытой спиной и короткой юбке, и именно с этого образа началась эра купальников в индийском кино.